# Murum
Murum è una città dell'India di 17.232 abitanti, situata nel distretto di Osmanabad, nello stato federato del Maharashtra. In base al numero di abitanti la città rientra nella classe IV (da 10.000 a 19.999 persone).

## Geografia fisica
La città è situata a 18° 4' 0 N e 74° 19' 0 E e ha un'altitudine di 547 m s.l.m..

## Società

### Evoluzione demografica
Al censimento del 2001 la popolazione di Murum assommava a 17.232 persone, delle quali 8.745 maschi e 8.487 femmine. I bambini di età inferiore o uguale ai sei anni assommavano a 2.526, dei quali 1.302 maschi e 1.224 femmine. Infine, coloro che erano in grado di saper almeno leggere e scrivere erano 10.940, dei quali 6.416 maschi e 4.524 femmine.